# John Segrave, 4. Baron Segrave
John Segrave, 4. Baron Segrave (* 4. Mai 1315; † 1. April 1353) war ein englischer Adliger. Mit ihm erlosch die Familie Segrave in direkter männlicher Linie.

## Leben
John Seagrave entstammte der Familie Segrave, einer Adelsfamilie, die ursprünglich aus Leicestershire in Mittelengland stammte, aber umfangreiche Besitzungen in mehreren englischen Grafschaften besaß. Er war der älteste Sohn von Stephen Segrave, 3. Baron Segrave und von dessen Frau Alice FitzAlan. Er war noch minderjährig, als er nach dem Tod seines Vaters 1325 dessen Besitzungen und den Titel Baron Segrave erbte. König Eduard II. übertrug seine Vormundschaft und das Recht, ihn zu verheiraten, an seinen Halbbruder Thomas of Brotherton, 1. Earl of Norfolk. Dieser verheiratete Segrave um 1335 mit seiner ältesten Tochter Margaret. Nach dem Tod von Brotherton 1338 erbte Segraves Frau zusammen mit ihrer Schwester Alice die Besitzungen ihres Vaters. Sie beanspruchte auch den Titel Countess of Norfolk, der ihr jedoch nie offiziell zugestanden wurde. Vermutlich um 1350 versuchte seine Frau nach Rom zu reisen, um dort die Scheidung von Segrave zu erreichen. Da sie jedoch für die Reise keine Erlaubnis des Königs hatte, wurde sie noch in England verhaftet. Segrave konnte nach der langen Minderjährigkeitsverwaltung seines Erbes die Stellung der Familie und den Besitz der verstreuten Ländereien wieder festigen, doch er starb bereits 1353.
Mit seiner Frau hatte er zwei Kinder:
- John († vor 1353)
- Elizabeth (1338–vor 1368)

Da sein einziger Sohn bereits früh gestorben war, wurde seine Tochter Elizabeth seine Erbin. Während ihrer Minderjährigkeit verwaltete Segraves Witwe die Besitzungen, sie heiratete in zweiter Ehe Sir Walter Mauny. Elizabeth Segrave wurde schließlich mit John Mowbray, 4. Baron Mowbray verheiratet. Damit fiel der Besitz der Segraves und der Titel Baron Segrave an die Familie Mowbray.